# Alda Grimaldi
Alda Grimaldi (Liguria, 6 de octubre de 1919-Turín, 28 de diciembre de 2023) fue una actriz y cineasta italiana.

## Biografía
La primera directora de la televisión italiana conocida por sus primeros programas dedicados a los niños.
En 1957, recibió el Premio Saint Vincent de Periodismo.
Contrajo matrimonio con el doctor Giovanni Rubino.

## Filmografía
- 1945, La dama es servida
- 1945, Vivir de nuevo
- 1968, Papá detective
- 1954, Héroes de papel
- 1958, El teatro infantil
- 1958, Corre, Jimmy, corre.
- 1964, Días de esperanza
- 1968, Mataron al millonario
- 1969, El León de San Marco
- 1969, Gioacchino Rossini
- 1940, Maddalena... cero en conducta
- 1942, La princesa del sueño
- Giovanna, programa televisivo.